# Juan Carlos Corazzo
Juan Carlos „Niño“ Corazzo (* 14. Dezember 1907, Reus, Montevideo; † 12. Januar 1986) war ein uruguayischer Fußballspieler und -trainer.

## Karriere

### Spielerkarriere
Corazzo war der Großvater Diego Forláns und Schwiegervater Pablo Forláns. Der im zentralen Mittelfeld eingesetzte, „Nino“ oder „Gamuza“ genannte Uruguayer begann seine aktive Karriere 1920 bei Democracia. Für diesen Verein spielte er bis 1923. 1924 stand er in Reihen der Wanderers. Von 1925 bis 1931 gehörte er dem Team des montevideanischen Klubs Sud América an. Anschließend wanderte er nach Argentinien aus und schloss sich dem argentinischen Verein Racing Club de Avellaneda an. Dort konnte er jedoch nicht überzeugen und wechselte zu Independiente. Bei den Argentiniern verpasste er 1932 und 1934 als Vizemeister nur knapp den Titelgewinn. 1935 wurde er mit dem Team unter Trainer Máximo Garay erneut Vizemeister. Dabei lief er in jener Saison in 32 der 34 Partien auf und war somit neben Luis Fazio in jener Saison der Spieler mit den meisten Einsätzen. 1937 folgte seine vierte Vizemeisterschaft mit dieser Mannschaft.

### Trainerlaufbahn
Corazzo trainierte von 1954 bis 1955, erneut von 1957 bis 1958 und ein drittes Mal 1969 die Mannschaft des Danubio FC. Am 9. März 1955 debütierte er beim 3:1-Sieg über Paraguay im Rahmen der Campeonato Sudamericano 1955 als Trainer der uruguayischen Fußballnationalmannschaft. Spätestens bei der Südamerikameisterschaft im Januar 1956 war er jedoch bereits durch Hugo Bagnulo in dieser Funktion ersetzt worden. Bei einem Freundschaftsspiel gegen Paraguay am 1. Mai 1959, beim zweiten Turnier der Südamerikameisterschaft in jenem Jahr saß er ebenso als Verantwortlicher auf der uruguayischen Bank, wie auch bei der Copa del Atlántico im August 1960, bei der Freundschaftsspielniederlage gegen die UdSSR am 27. April 1962, bei der Südamerikameisterschaft 1967 und bei der Copa Rio Branco im Juni 1968. Bei den beiden Südamerikameisterschaften 1959 und 1967 konnte er den jeweiligen Titelgewinn feiern. Damit ist er in Bezug auf die Titelgewinne in diesem Wettbewerb nach Guillermo Stábile erfolgreichster Trainer.
Laut FIFA-Angaben betreute er die "Celeste" auch bei der Weltmeisterschaft 1962. Hier sind die Quellenangaben allerdings widersprüchlich, da teilweise berichtet wird, bei dieser WM habe ein Trainertrio bestehend aus Roberto Scarone, Hugo Bagnulo und Juan López das uruguayische Team geführt.
Als weitere Trainerstation seiner Karriere wird Sud América angegeben.

## Erfolge
- 2× Südamerikameister: 1959, 1967